# Іван Бугай
Іван Бугай (? — після 1669) — військовий діяч доби Гетьманщини. Черкаський полковник (1666), могилівський (1667) і полтавський (1668) наказний полковник.

## Життєпис
Реєстр 1649 року фіксує двох Іванів Бугаїв. Один був козаком четвертої Прилуцької полкової сотні, інший — козаком Чернігівської полкової сотні.
У жовтні 1666 року очолював Черкаський полк. Брав участь у бойових діях війни правобережного гетьмана П. Дорошенка проти Речі Посполитої. Вибивав польські залоги з Чорнобиля та Димера, ходив походом на Овруч. У 1667 році був наказним полковником Могилівського полку.
Перейшов на бік лівобережного гетьмана Ів. Брюховецького, одразу став його довіреною особою. У лютому 1668 року керував знищенням московської залоги у Гадячі (тодішній столиці Лівобережної Гетьманщини). Захопив у полон царського воєводу Євс. Огарьова.
У березні-червні як наказний полтавський полковник разом з гадяцьким полковником С. Остренком керував обороною Котельви від московських військ. Наприкінці червня очолив козацький загін, що разом із татарами мав здійснити рейд у прикордонні московські міста. У липні загін був розбитий у битві під Севськом військами московського воєводи Гр. Куракіна. Сам полковник потрапив у полон.
У 1669 році за наказом царя відправлений у довічне заслання в Сибір («в Черкаские городы отпустить не мочно его, чая от него, Ивашка, воровства и измены»). Подальша доля невідома.